# كارينا فابيان
كارينا فابيان (بالإنجليزية: Karina Fabian)‏ (1967)؛ روائية أمريكية.